# 茲敦斯卡沃拉縣

51°36′N 18°58′E / 51.600°N 18.967°E
茲敦斯卡沃拉縣（波蘭語：Powiat zduńskowolski），是波蘭的縣份，位於該國中部，由羅茲省負責管轄，首府設於茲敦斯卡沃拉，面積369平方公里，2006年人口67,704，人口密度每平方公里180人。